# Janez Lapajne
Janez Lapajne (Celje, Slovenija, 24. lipnja 1967.), slovenski filmski redatelj.

## Životopis
Lapajne je vodeći nezavisni slovenski filmski autor i jedan od najznačajnijih predstavnika tzv. renesanse slovenske kinematografije.

### Cjelovečerni igrani filmovi
- 2009. - Osobna prtljaga/Osebna prtljaga, (redatelj, scenarist, montažer, scenograf)
- 2006. - Kratki spojevi/Kratki stiki (redatelj, producent, scenarist, montažer, scenograf)
- 2002. - Šuštanje/Šelestenje (redatelj, producent, scenarist, montažer, scenograf)